# 사카키바라 마사타카

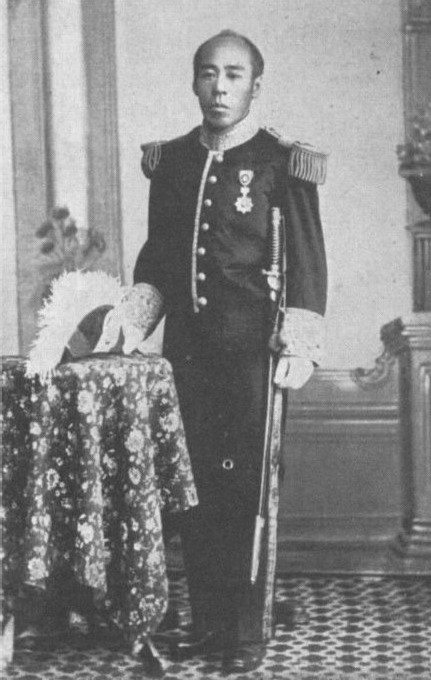
사카키바라 마사타카

사카키바라 마사타카(일본어: 榊原政敬, 1843년 2월 ~ 1927년 3월 7일)는 막말의 다이묘이며 메이지 시대의 화족이다. 작위는 자작. 에치고 다카다번 마지막(제6대) 번주. 사카키바라가(榊原家) 제14대 당주.
| 전임 사카키바라 마사치카 | 제6대 다카다번 번주 (사카키바라가) 1861년 ~ 1871년 | 후임 폐번치현 |